# Bol (Musik)
Ein Bol ist eine Silbe, die als musikalische Merkhilfe oder Teil einer Notensprache verstanden werden kann. Bol findet hauptsächlich in der nordindischen Musik Verwendung und entspricht in etwa dem Konnakol (auch Solkattu, tamil) Südindiens und ähnelt dem japanischen Kuchi Shōga.
Ein Bol ist ein Teil des rhythmischen Konstrukts Tala, als Bol kann aber auch das gesamte, mehrere hundert Jahre alte Notensprachsystem der Hindustani-Tradition verstanden werden. Das Wort entspringt dem Hindi-Wort bolna, das „Sprechen“ bedeutet.

## Funktion
Diese musikalischen (mnemonischen) Silben kommen bei unterschiedlichen indischen Trommeln zum Einsatz. Die Trommeln Pakhawaj, Tabla und Mridangam werden traditionell mit dem Bol-System unterrichtet, wobei es am häufigsten mit der Tabla in Verbindung gebracht wird. Ebenso gehören Bols zu den in der nordindischen Volksmusik gespielten Trommeln wie Dhol, Chande oder Nagara.
Durch die Vielzahl der unterschiedlichen, musikalischen Stilrichtungen (Gharanas) Indiens, ist die technische Umsetzung des Bol auf der Trommel von der Region oder dem Spielstil abhängig. Es ist deswegen unmöglich eine ganz exakte Zuordnung der Silben zu einer bestimmten Technik bzw. einem bestimmten Schlag oder einer festgelegten Schlagkombination durchzuführen.
Vor allem schriftlich erreicht das System der Bols aus diesem Grund nicht die Exaktheit des klassischen, europäischen Notensystems.
Durch Bols ist der Spieler in der Lage vor der Umsetzung auf der Trommel die entsprechende Komposition oder Improvisation im rhythmischen Singsang der Silbensprache aufzuführen. In virtuoser Form klingt dies tatsächlich wie eine sprachliche Version des gespielten Rhythmus. Das kunstfertige, zum Teil rasante Verbalisieren der Rhythmen ist nicht nur als mnemonisches Vorgehen anzusehen, sondern ist auch eigenständige musikalische Ausdrucksweise und Kunstform.

## Beispiele der Silbensprache

### Silben und ihre Entsprechung als Schlag auf der Tabla
- Ghin oder Ga – Ein resonierender, unabgedämpfter Schlag der Spitze des Zeigefingers der linken Hand oder des Mittel- und Ringfingers der rechten Hand auf die Bayan (Basstrommel).
- Khat – Ein kräftiger Schlag mit den Fingern der rechten, ausgestreckten Hand auf die Dayan (kleinere Trommel).
- Ki oder Ka – abgedämpfter Schlag der linken, flachen Hand auf die Bayan. Das Handgelenk ruht während der Ausführung bereits auf dem Bayan Fell.
- Na, Ta – Ein Flageolettschlag mit dem Zeigefinger der rechten Hand auf den Rand der Dayan.
- Ne – Oft ein abgedämpfter Schlag des Zeigefingers der rechten Hand auf der Dayan.
- Re – Ein nicht resonanter, perkussiver Schlag des Mittelfingers der rechten Hand auf der Dayan.
- Ti oder Te – Zwei gleichklingende Schläge, nur einmal mit dem Mittelfinger und einmal mit dem Zeigefinger  der rechten Hand auf der Dayan. Findet in schneller Abfolge Verwendung in Wirbeln, langsam um die Dramaturgie des Spiels hervorzuheben.
- Tin – Ein leichter, resonierender Schlag mit dem Zeigefinger der rechten Hand auf der Dayan.
- Tr – Ein Flam, verzögerter Folgeschlag der rechten Hand.
- Tun – Ein offener, kräftiger Schlag des Zeigefinger der rechten Hand auf der Dayan.

### Silben mit Bedeutung als Schlagkombination und Synonyme
- Dha – Eine Kombination von Ga und Ta.
- Dhe – Ist eine Kombination von Ga und Te oder einer anderen Kombination von Ga und einem anderen Schlag der rechten Hand.
- Din oder Dhi – Kombination von Tin und Ga.
- Gha – Entspricht Ga.
- Ghe – Entspricht Ga.
- Ke – Entspricht Ka.
- Ki – Entspricht Ka.
- Kin – Entspricht in den meisten Fällen Ka.
- Na – Wird als Synonym für Ne und Na verwendet.
- The – Eine Kombination von Ka und Te oder eine Kombination von Ga und eines anderen Schlages der rechten Hand.
- Thun – Entspricht Tun.
- Ti – Wird oft als Synonym für Tin verwendet.
- Ti Re Ki Ta – Beispiel für eine häufige Wirbel Kombination.
- Tu – Entspricht Tun.